# 라우라 바시
라우라 마리아 카테리나 바시(이탈리아어: Laura Maria Caterina Bassi, 1711년 10월 - 1778년 2월 20일)는 이탈리아의 물리학자이다. 그녀는 1732년 5월 볼로냐 대학교에서 박사 학위를 수여 받았다. 이는 여성에게 수여된 두번째 박사 학위였다. 유럽의 대학교에서 물리학 교수로 재직한 최초의 여성이기도 하다. 바시는 이탈리아에 뉴턴 물리학을 전파하는데 큰 공헌을 하였다.

## 생애

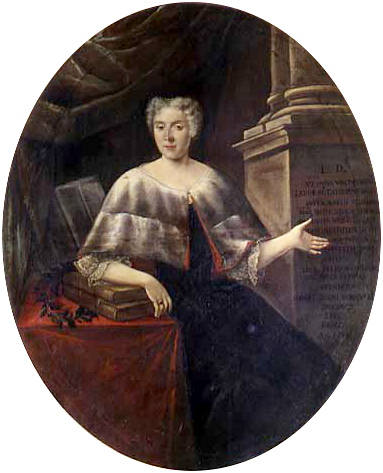
볼로냐 대학교에 있는 라우라 바시의 초상화

라우라 바시는 볼로냐에서 태어났다. 아버지는 변호사였고 집안은 부유하였다. 그녀의 출생일은 정확치 않다. 문헌에 따라 1711년 10월 20일에서 29일 정도를 출생일로 기록하고 있다.
13세가 된 때부터 7년간 가정 교사 개타노 타코니에게서 교육을 받았다. 타코니에게서 교육을 받은 지 2년 후 바시는 뉴턴 역학에 관심을 보였다. 타코니는 바시가 데카르트의 철학에 보다 관심을 갖기를 바랬다. 바시는 사촌이자 로마 가톨릭의 신부인 로렌초 스테가니로부터 라틴어와 프랑스어를 비롯한 학문들을 배웠다.
1732년 20 세가 된 바시는 푸블리코궁에서 논문을 발표하면서 학문 경력을 시작하였다.
1738년 2월 7일 그녀는 주세페 베라티와 결혼하였다. 베라티는 철학 박사 겸 의사로 볼로냐 대학교에서 강의하였다. 바시는 남편과 함께 철학 연구를 하였다. 결혼 생활을 하면서 바시는 실험 물리학에 관심을 갖게 되었다. 둘 사이에는 열두명의 자식이 있었지만 성인이 될 때까지 살아남은 자녀는 다섯 명이었다.
바시는 1778년 2월 20일 67세를 일기로 사망하였다.

## 업적

### 볼로냐 대학교
1732년 5월 12일 푸블리코궁에서 49개 논제를 발표한 후 라우라 바시는 철학 박사 학위를 수여받았다. 이로서 바시는 그 보다 54년 전인 1678년 엘레나 코르나로 피스코피아 이후 두번째로 박사 학위를 수여받은 여성이 되었다.
박사 학위를 받은 다음 달 바시는 볼로냐 대학의 본관인 아르키지나시오 디 볼로냐(Archiginnasio di Bologna)에서 12개의 추가 논제를 발표하고 대학 교수로 임명되었다. 1732년 10월 29일 볼로냐 대학교는 바시를 철학 교수로 임명하고 과학 아카데미의 회원으로 받아들였다.
그녀의 첫 강의 주제는 "우주 만물의 근원 원소인 물"(라틴어: De aqua corpore naturali elemento aliorum corporum parte universi)" 이었다. 그러나 당시 볼로냐 대학교는 여성은 개인사가 우선이라는 입장이었고, 1746년에서 1777년 연간 한 건의 논문만이 공식적으로 인정되었다. 바시가 남긴 논문은 공저자인 경우를 합쳐 31건인데, 바시의 강의는 정규 과목이 아니었고, 1749년부터는 자신의 집에서 개인 교습과 실험을 하였기 때문이다. 바시는 대학의 제약에서 벗어나 보다 새로운 아이디어를 탐구하고자 하였다.
바시는 당시 정치적인 상징성을 지닌 인물이었고 볼로냐 의회는 그녀를 여러 행사에 참여토록 하였다. 당시 해부학 공개 강연은 여러 외국인과 시의 중요 인사가 두루 참여하는 중요한 행사였고, 바시는 강사 중 한명으로 초청되었다. 그녀는 1734년 이후 해부학 행사에 연례적으로 입회하였다.
사회적으로 존중받는 인사가 되자 대학의 급료도 늘어났다. 바시가 받은 급료는 연간 1,200 리브르였고, 늘어난 급료를 새로운 실험기구 구입에 사용하였다.
1772년 실험물리학의 석좌 교수였던 파올로 발비가 급작스레 사망하였다. 발비와 함께 일하던 부교수는 바시의 남편 베라티였지만, 바시는 자신이 그 자리에 오를 수 있다고 생각하였다. 1776년 65세의 바시는 볼로냐 과학 연구소의 실험 물리학 석좌 교수로 지명되었고 베라티는 그녀의 부교수가 되었다. 여성으로서 과학계에 오랫동안 큰 족적을 남긴 바시는 석좌 교수에 오른 지 2년 뒤 사망하였다.

### 실험 연구
바시는 주세페 베라티와 결혼 한 뒤 집에서 개인 강의를 하였다. 1760년대 동안 바시와 그녀의 남편은 전자기학에 대한 실험을 함께 진행하였다. 이들의 실험은 아베 놀레를 비롯한 볼로냐 대학의 다른 학자들에게 영향을 주었다.
바시의 주요 연구 주제는 뉴턴 물리학이었고, 28년 동안 강의하였다. 그녀는 이탈리아의 자연철학계에 뉴턴의 아이디어를 소개한 중요한 인물 가운데 한 명이었다. 또한 물리학의 모든 분야를 실험적으로 증명하고자 하였다. 바시는 뉴턴 물리학과 플랭클린의 전자기학을 강의하고자 하였으나, 대학교가 이를 정규 과목으로 인정하지 않자 집에 사설 강의실을 열고 개인 강의를 하였다. 바시는 교수로 재직하는 동안 물리학과 수리학에 대한 28편의 논문을 집필하였지만 책을 출판하지는 않았다. 그녀의 논문 가운데 출판 된 것은 4 편에 불과하다.

### 영향
1732년 푸블리코궁에서 이루어진 바시의 첫 강의는 학계를 넘어 볼로냐 사회 각계에서 일대 사건이었다. 교황의 특사이자 대주교로서 볼로냐를 관장했던 곤팔로니에레(중세에서 르네상스 시기 교황령의 도시를 관장한 행정 장관)와 의원, 판사들 뿐만아니라 볼로냐의 모든 여성 귀족들이 바시의 강의를 참관하였다.
바시의 가장 중요한 후원자 가운데 한 명이자 훗날 교황 베네딕토 14세가 되었던 프로스테로 람베르티니 추기경은 그녀가 학문을 계속할 수 있도록 후원하는 한 편 바시를 차별하던 볼로냐 대학교의 다른 교수들에게서도 그녀를 보호하였다.
1745년 교황이 된 베네딕토 14세는 25명의 학자들로 자신의 이름을 딴 자문 그룹인 베네딕티니를 세우면서 바시의 입회를 강력하게 추진하였다. 회원 가운데 반대가 있었음에도 바시는 베네딕티니의 유일한 여성 회원이 되었다.
현존하는 바시의 논문은 많지 않지만, 그녀는 볼테르, 체사레 베카리아, 프란체스코 알가로티, 루저 보스코비치, 샤를 보네, 아베 놀레, 파올로 프리시, 라차로 스팔란차니, 알레산드로 볼타 등과 서신을 교류하면서 과학에 많은 기여를 하였다. 볼테르는 "런던에는 바시가 없고, 영국이 뉴턴을 배출했다고 하더라도 나는 볼로냐의 학회가 그보다 더 훌륭하다고 말하련다"고 적었다.프란체스코 알가로티는 여러 차례 바시를 칭송하는 시를 썼다.

## 수상
바시가 박사 학위를 수여 받은 뒤 화가인 도메니코 마리아 프라타와 조각가인 안토니오 라짜리는 청동으로 기념 메달을 제작하였다. 메달의 앞면엔 바시의 모습을 새겼고, 뒷면에는 "당신만이 미네르바를 볼 수 있으니"(라틴어: Soli cui fas vidisse Minerva)라는 문구를 새겼다."
바시의 사망후 볼로냐 자연 연구소에는 기념 대리석상이 세워졌다.
금성의 직경 31 km 크레이터에 바시의 이름이 붙어 있다.

## 출판물
라우라 바시의 출판된 논문은 4 편이다. 출판 되지 않은 것들을 포함한 중요 논문은 아래와 같다.
- Sopra la compressione dell'aria (1746) 〈공기의 이해에 대해〉
- Sopra le bollicelle che si osservano nei fluidi (1747 e 1748) 〈유체를 관찰하기 위한 통에 대해〉
- Sopra l'uscita dell'acqua dai fori di un vaso (1753 e 1754) 〈병에서 흘러 나오는 물에 대해〉
- Sopra alcune esperienze d'elettricità (1761) 〈전하를 띈 물체의 실험에 대해〉
- Prodromo di una serie di esperienze da fare per perfezionare l'arte della tentura (1769) 〈작용하는 힘에 해당하는 연결된 물체의 처리〉
- Sopra l'elettricità vindice(1771) 〈전기 증명에 대해〉
- Sopra il fuoco e la facilità dei vari fluidi di riceverlo (1775) 〈화로와 그 위에 놓인 다양한 유체의 성질에 대해〉
- Su la relazione della fiamma all'aria fissa (1776) 〈바람에 흩날리는 깃발에 관하여〉
- Sopra la proprietà che hanno molti corpi, che ritenendo più degli altri il calore, ritengono più degli altri ancora l'elettricità (1777) 〈연례 해부 보고 및 열에 대한 금박의 반응, 전기를 띈 닻의 반응에 대해〉
- De aëris compressione 〈공기 이해〉
- De problemate quodam idrometrico 〈비중 문제〉
- De problemate quodam mecanico〈기계 문제〉
- De immixto fluidis aëre 〈혼입되어 흐르는 공기〉
- De Bononiensi Scientiarum et Artium Instituto atque Academia Commentarii, Bononiae, L. a Vulpe, 1731-1791 〈볼로냐의 과학 기술 연구소의 학문 보고〉

## 같이 보기
- 엘레나 코르나로 피스코피아
- 마리아 아녜시

## 참고 문헌
- A Physicist Supported by the Church* Elena, Alberto. "'In lode della filosofessa di Bologna': An Introduction to Laura Bassi." Isis, vol. 82, no. 3, 1991: 510-518.
- Findlen, Paula. "Science As A Career In Enlightenment Italy : The Strategies Of Laura Bassi." Isis, vol. 84, no. 3, 1993: 441–469.
- Frize, Monique. "Laura Bassi and Science in 18th Century Europe. The extraordinary life and role of Italy's pioneering female professor." Springer, 2013.
- Logan, Gabriella Berti. "Women And The Practice And Teaching Of Medicine In Bologna In The Eighteenth And Early Nineteenth Centuries." Bulletin Of The History Of Medicine 77.3 (2003): 506–535.
- Logan, Gabriella Berti. "The Desire To Contribute : An Eighteenth-Century Italian Woman Of Science." American Historical Review, vol. 99, no. 3,1994: 785–812.
- “Résumé”. 2002년 11월 20일에 원본 문서에서 보존된 문서. 2017년 11월 12일에 확인함.
- Sunshine for Women

- Chisholm, Hugh, 편집. (1911). 〈Bassi, Laura Maria Caterina〉. 《브리태니커 백과사전》 11판. 케임브리지 대학교 출판부.

## 더 읽어 보기
- Ceranski, Beate (1970–80). “Bassi Verati (Veratti), Laura Maria Caterina”. Dictionary of Scientific Biography 19. New York: Charles Scribner's Sons. 202–204쪽. ISBN 978-0-684-10114-9.

- Frize, Monique (2013). 《Laura Bassi and science in 18th Century Europe : the extraordinary life and role of Italy's pioneering female professor》 1., 2013판. Berlin: Springer. ISBN 9783642386848.
- Shearer, Benjamin F; Shearer, Barbara Smith (1997). 《Notable women in the physical sciences: a biographical dictionary》. Westport, CT: Greenwood Press. ISBN 0313293031.